# 스쿼시 선수 목록
이것은 세계적으로 유명한 스쿼시 선수들의 목록이다.
굵은 글씨로 표시되는 이름들은 공식적으로 세계 1위에 오른 적이 있는 선수들이다.(월드 오픈에서 우승했거나 브리티시 오픈에서 챔피언이 되었거나 코먼웰스 게임에서 단식 금메달을 획득했거나 프로 하드볼 스쿼시에서 1위에 올랐던 선수를 의미한다.)

## 남자
- A. A. 아부탈렙(A.A. AbouTaleb)
- Gogi Alauddin
- 이브라힘 아민
- F.D. 아머 베이(F.D. Amr Bey)
- 고든 앤더슨
- Ramy Ashour
- Gamal Awad
- 아흐메드 바라다
- Abdul Bari
- 조이 배링턴
- 조나 배링턴(Jonah Barrington)
- Ritwik Bhattacharya
- 리 비칠(Lee Beachill)
- 켄 빈스
- 스튜어트 보스웰
- 거웨인 브라이어스
- 돈 부처(Don Butcher)
- 마크 케언스
- 클라이브 콜드웰
- Mark Chaloner
- 스튜어트 대븐포트
- 바이런 데이비스
- 짐 디어(Jim Dear)
- 마이클 데조니어(Michael Desaulniers)
- 크리스 디트마(Chris Dittmar)
- 로드니 아일스(Rodney Eyles)
- 데이비드 에번스(David Evans)
- 그레고리 골티에르(Grégory Gaultier)
- Saurav Ghosal
- 스튜어트 골드스타인
- Alex Gough
- 델 해리스
- Moussa Helal
- 랠프 하우
- 샘 하우
- 제프 헌트(Geoff Hunt)
- Hiddy Jahan
- Aftab Jawaid
- 댄 젠슨
- 켄턴 저니건
- 폴 존슨
- 마흐무드 카림(Mahmoud Karim)
- 아잠 칸(Azam Khan)
- 아지즈 칸
- 하심 칸(Hashim Khan)
- 자한기르 칸(Jahangir Khan)
- 장셔 칸(Jansher Khan)
- Mohibullah Khan
- 모히불라 "모" 칸(Mohibullah "Mo" Khan)
- Rehmat Khan
- 로샨 칸(Roshan Khan)
- 샤리프 칸(Sharif Khan)
- Torsam Khan
- 조 나이프
- 티에리 링쿠(Thierry Lincou)
- 피터 마셜
- 브렛 마틴
- 로드니 마틴
- Diehl Mateer
- 닉 매슈
- Cam Nancarrow
- 피터 니콜
- 빅토르 니더호퍼
- 존 니믹
- 로스 노먼(Ross Norman)
- 마이킂오Mike Oddy
- Ong Beng Hee
- 데이비드 팔머
- Simon Parke
- Paul Price
- 조나돈 파워(Jonathon Power)
- Rainer Ratinac
- 찰스 레드(Charles Read)
- 안소니 리켓(Anthony Ricketts)
- Brian L. Roberts
- Chris Robertson
- Craig Rowland
- Henri Salaun
- Mario Sanchez
- 아머 샤바나(Amr Shabana)
- 마크 탈봇(Mark Talbott)
- Chris Walker
- Cameron White
- 존 화이트
- Dean Williams
- James Willstrop
- Glen Wilson
- Mo Yasin
- 카마 자만(Qamar Zaman)

## 여자
- 바네사 애킨슨(Vanessa Atkinson)
- Tania Bailey
- Philippa Beams
- Vicky Botwright
- 캐시 캠피언(Cassie Campion)
- 비키 카드웰(Vicki Cardwell)
- Sue Cogswell
- Robyn Cooper
- Joshna Chinappa
- 니콜 데이비드(Nicol David)
- 수잔 데보이(Susan Devoy)
- Danielle Drady-Harte
- 제니 던카프
- Linda Elriani
- 사라 피츠제럴드(Sarah Fitz-Gerald)
- Fiona Geaves
- 나탈리에 그레이너(Natalie Grainger)
- 나탈리에 그리넘(Natalie Grinham)
- 레이첼 그리넘(Rachael Grinham)
- Suzanne Horner
- Liz Irving
- 레일라니 조이스(Leilani Joyce)
- Carla Khan
- Shelley Kitchen
- Tamsyn Leevey
- 마틴 르 모이그넌(Martine Le Moignan)
- Rebecca Macree
- 미쉘 마틴(Michelle Martin)
- 헤더 맥케이(Heather McKay)
- 자넷 모르간(Janet Morgan)
- 수 뉴맨(Sue Newman)
- Claire Nitch
- 리사 오피에(Lisa Opie)
- 캐롤 오웬스(Carol Owens)
- Dipika Pallikal
- Lucy Soutter
- 론다 도르네(Rhonda Thorne)
- Sue Wright
- 바바라 월(Barbara Wall)
- Alison Waters
- Raneem El Weleily
- Margaret Zachariah

## 같이 보기
- 스쿼시
- 월드 오픈
- 브리티시 오픈 스쿼시 선수권 대회
- 세계 복식 스쿼시 선수권 대회
- 세계 팀 스쿼시 선수권 대회
- 하드볼 스쿼시